# Жермена Гейне-Вагнер
Жермена Леопольдовна Гейне-Вагнер, Гейне-Вагнере (латис. Žermēna Heine-Vāgnere; 23 червня 1923, Рига — 7 грудня 2017) — латвійська співачка (лірико-драматичне сопрано).
Почесний професор Латвійської музичної академії ім. Я. Вітола (2000). В 1950—1975 роках — солістка Латвійського театру опери та балету.
Серед її основних партій — головні партії в «Аїді» Джузеппе Верді, «Принцесі Турандот» Джакомо Пуччіні та «Саломеї» Ріхарда Штрауса, партії Леді Макбет в «Макбеті» і Леонори в «Трубадурі» Верді та інші. Виконувала також сопранові партії в 9-ї симфонії Бетховена, «Реквіємі» Верді, «Засудженні Фауста» Берліоза та інші.

## Звання та нагороди
- Заслужена артистка Латвійської РСР (1954).
- Народна артистка Латвійської РСР (1956)[2].
- Народна артистка СРСР (1969).
- Лауреат Державної премії Латвійської РСР (1957).